# Rekordy mistrzostw świata w lekkoatletyce
Rekordy mistrzostw świata w lekkoatletyce – najlepsze rezultaty uzyskane podczas mistrzostw świata w lekkoatletyce.

## Mężczyźni
| Konkurencja                   | Rezultat  | Zawodnik                                                                            | Miejsce uzyskania | Data                | Uwagi         |
| ----------------------------- | --------- | ----------------------------------------------------------------------------------- | ----------------- | ------------------- | ------------- |
| bieg na 100 m                 | 9,58      | Usain Bolt                                                                          | Berlin            | 16 sierpnia 2009    | Rekord Świata |
| bieg na 200 m                 | 19,19     | Usain Bolt                                                                          | Berlin            | 20 sierpnia 2009    | Rekord Świata |
| bieg na 400 m                 | 43,18     | Michael Johnson                                                                     | Sewilla           | 26 sierpnia 1999    |               |
| bieg na 800 m                 | 1:42,34   | Donavan Brazier                                                                     | Doha              | 1 października 2019 |               |
| bieg na 1500 m                | 3:27,65   | Hicham El Guerrouj                                                                  | Sewilla           | 24 sierpnia 1999    |               |
| bieg na 5000 m                | 12:52,79  | Eliud Kipchoge                                                                      | Paryż             | 31 sierpnia 2003    |               |
| bieg na 10 000 m              | 26:46,31  | Kenenisa Bekele                                                                     | Berlin            | 17 sierpnia 2009    |               |
| maraton                       | 2:05:36   | Tamirat Tola                                                                        | Eugene            | 17 lipca 2022       |               |
| bieg na 3000 m z przeszkodami | 8:00,43   | Ezekiel Kemboi                                                                      | Berlin            | 18 sierpnia 2009    |               |
| bieg na 110 m przez płotki    | 12,91     | Colin Jackson                                                                       | Stuttgart         | 20 sierpnia 1993    |               |
| bieg na 400 m przez płotki    | 46,29     | Alison dos Santos                                                                   | Eugene            | 19 lipca 2022       |               |
| skok wzwyż                    | 2,41      | Bohdan Bondarenko                                                                   | Moskwa            | 15 sierpnia 2013    |               |
| skok o tyczce                 | 6,21      | Armand Duplantis                                                                    | Eugene            | 24 lipca 2022       |               |
| skok w dal                    | 8,95      | Mike Powell                                                                         | Tokio             | 30 sierpnia 1991    | Rekord Świata |
| trójskok                      | 18,29     | Jonathan Edwards                                                                    | Göteborg          | 7 sierpnia 1995     | Rekord Świata |
| pchnięcie kulą                | 23,51     | Ryan Crouser                                                                        | Budapeszt         | 19 sierpnia 2023    |               |
| rzut dyskiem                  | 71,46     | Daniel Ståhl                                                                        | Budapeszt         | 21 sierpnia 2023    |               |
| rzut młotem                   | 83,63     | Iwan Cichan                                                                         | Osaka             | 27 sierpnia 2007    |               |
| rzut oszczepem                | 92,80     | Jan Železný                                                                         | Edmonton          | 12 sierpnia 2001    |               |
| dziesięciobój                 | 9045 pkt. | Ashton Eaton                                                                        | Pekin             | 29 sierpnia 2015    |               |
| chód na 20 km                 | 1:17:21   | Jefferson Pérez                                                                     | Paryż             | 23 sierpnia 2003    |               |
| chód na 35 km                 | 2:23:14   | Massimo Stano                                                                       | Eugene            | 24 lipca 2022       |               |
| chód na 50 km                 | 3:33:12   | Yohann Diniz                                                                        | Londyn            | 13 sierpnia 2017    |               |
| sztafeta 4 × 100 metrów       | 37,04     | Jamajka · Nesta Carter · Michael Frater · Yohan Blake · Usain Bolt                  | Daegu             | 4 września 2011     |               |
| sztafeta 4 × 400 metrów       | 2:54,29   | Stany Zjednoczone · Andrew Valmon · Quincy Watts · Harry Reynolds · Michael Johnson | Stuttgart         | 22 sierpnia 1993    | Rekord Świata |

## Kobiety
| Konkurencja                   | Rezultat  | Zawodnik                                                                                             | Miejsce uzyskania | Data                             | Uwagi         |
| ----------------------------- | --------- | --- | ----------------- | -------------------------------- | ------------- |
| bieg na 100 m                 | 10,65     | Sha’Carri Richardson                                                                                 | Budapeszt         | 21 sierpnia 2023                 |               |
| bieg na 200 m                 | 21,41     | Shericka Jackson                                                                                     | Budapeszt         | 25 sierpnia 2023                 |               |
| bieg na 400 m                 | 47,99     | Jarmila Kratochvílová                                                                                | Helsinki          | 10 sierpnia 1983                 |               |
| bieg na 800 m                 | 1:54,68   | Jarmila Kratochvílová                                                                                | Helsinki          | 9 sierpnia 1983                  |               |
| bieg na 1500 m                | 3:51,95   | Sifan Hassan                                                                                         | Doha              | 5 października 2019              |               |
| bieg na 3000 m                | 8:28,71   | Qu Yunxia                                                                                            | Stuttgart         | 16 sierpnia 1993                 |               |
| bieg na 5000 m                | 14:26,72  | Hellen Obiri                                                                                         | Doha              | 5 października 2019              |               |
| bieg na 10 000 m              | 30:04,18  | Berhane Adere                                                                                        | Paryż             | 23 sierpnia 2003                 |               |
| maraton                       | 2:18:11   | Gotytom Gebreslase                                                                                   | Eugene            | 18 lipca 2022                    |               |
| bieg na 3000 m z przeszkodami | 8:53,02   | Norah Jeruto                                                                                         | Eugene            | 20 lipca 2022                    |               |
| bieg na 100 m przez płotki    | 12,12     | Tobi Amusan                                                                                          | Eugene            | 24 lipca 2022                    | Rekord Świata |
| bieg na 400 m przez płotki    | 50,68     | Sydney McLaughlin-Levrone                                                                            | Eugene            | 22 lipca 2022                    | Rekord Świata |
| skok wzwyż                    | 2,09      | Stefka Kostadinowa                                                                                   | Rzym              | 30 sierpnia 1987                 | Rekord Świata |
| skok o tyczce                 | 5,01      | Jelena Isinbajewa                                                                                    | Helsinki          | 12 sierpnia 2005                 |               |
| skok w dal                    | 7,36      | Jackie Joyner-Kersee                                                                                 | Rzym              | 4 września 1987                  |               |
| trójskok                      | 15,50     | Inesa Kraweć                                                                                         | Göteborg          | 10 sierpnia 1995                 |               |
| pchnięcie kulą                | 21,24     | Natalia Lisowska Valerie Adams                                                                       | Rzym Daegu        | 4 września 1987 29 sierpnia 2011 |               |
| rzut dyskiem                  | 71,62     | Martina Hellmann                                                                                     | Rzym              | 31 sierpnia 1987                 |               |
| rzut młotem                   | 80,85     | Anita Włodarczyk                                                                                     | Pekin             | 27 sierpnia 2015                 |               |
| rzut oszczepem                | 71,70     | Osleidys Menéndez                                                                                    | Helsinki          | 14 sierpnia 2005                 |               |
| siedmiobój                    | 7128 pkt. | Jackie Joyner-Kersee                                                                                 | Rzym              | 1 września 1987                  |               |
| chód na 10 000 m              | 42:55,49  | Annarita Sidoti                                                                                      | Ateny             | 7 sierpnia 1997                  |               |
| chód na 10 km                 | 42:13     | Irina Stankina                                                                                       | Göteborg          | 7 sierpnia 1995                  |               |
| chód na 20 km                 | 1:25:41   | Olimpiada Iwanowa                                                                                    | Helsinki          | 7 sierpnia 2005                  |               |
| chód na 35 km                 | 2:38:40   | María Pérez García                                                                                   | Budapeszt         | 24 sierpnia 2023                 |               |
| chód na 50 km                 | 4:05:56   | Inês Henriques                                                                                       | Londyn            | 13 sierpnia 2017                 |               |
| sztafeta 4 × 100 metrów       | 41,03     | Stany Zjednoczone · Tamari Davis · Twanisha Terry · Gabrielle Thomas · Sha’Carri Richardson          | Budapeszt         | 26 sierpnia 2023                 |               |
| sztafeta 4 × 400 metrów       | 3:16,71   | Stany Zjednoczone · Gwen Torrence · Maicel Malone-Wallace · Natasha Kaiser-Brown · Jearl Miles-Clark | Stuttgart         | 22 sierpnia 1993                 |               |

## Mieszane
| Konkurencja        | Rezultat | Zawodnicy                                                                            | Miejsce uzyskania | Data             | Uwagi         |
| ------------------ | -------- | ------------------------------------------------------------------------------------ | ----------------- | ---------------- | ------------- |
| sztafeta 4 × 400 m | 3:08,80  | Stany Zjednoczone · Justin Robinson · Rosey Effiong · Matthew Boling · Alexis Holmes | Budapeszt         | 19 sierpnia 2023 | Rekord Świata |